# Oreogrammitis dorsipila
Oreogrammitis dorsipila är en stensöteväxtart som först beskrevs av Christ, och fick sitt nu gällande namn av Barbara S. Parris. Oreogrammitis dorsipila ingår i släktet Oreogrammitis och familjen Polypodiaceae. Inga underarter finns listade.